# Traian Lalescu
Traian Lalescu (n. 12 iulie 1882 (S.N. 24 iulie), București – d. 15 iunie 1929, București) a fost un academician și matematician român, profesor universitar la București și la Timișoara.
A fost primul rector al Școlii Politehnice din Timișoara. Personalitate proeminentă a școlii matematice românești. Are contribuții în multiple domenii ale matematicii pure și aplicate. Este unul din fondatorii teoriei ecuațiilor integrale. A lăsat numeroase studii în domeniile ecuațiilor funcționale, seriilor trigonometrice, fizicii matematice, geometriei, algebrei, istoriei matematicii.

## Biografie

Bustul lui Traian Lalescu în fața Facultății de Mecanică a UPT.

Traian Lalescu era fiul unui funcționar de bancă, numit tot Traian Lalescu, bănățean originar din Cornea - județul Caraș-Severin, care a scris „Agenda băncilor populare și metodul de coeficient Lalescu”. Mama sa era, după părinți, ardeleancă. Profesia tatălui face ca familia să se stabilească la diverse adrese, astfel că micul Traian parcurge clasele primare la București, două clase de gimnaziu la Craiova, apoi termină gimnaziul la Roman și Liceul Internat din Iași.
Având o situație materială precară, este ajutat financiar de profesorii Andrei Ioachimescu, Gheorghe Țițeica, Ion Ionescu-Bizeț. Indiferent de situația materială el a fost un strălucit elev și premiantul de onoare al tuturor școlilor pe care le-a frecventat. Încă elev fiind, a fost remarcat ca un real talent în matematică prin contribuția sa la Gazeta Matematică. 
A studiat matematicile la Iași și la București, unde i-a avut ca profesori pe: Gheorghe Țițeica, Spiru Haret, Ermil Pangrati, Anton Davidoglu și Nicolae Coculescu.
În 1900 se situează pe primul loc al candidațiilor la Școala de Poduri și Șosele din București dar la care renunță după numai trei ani și se înscrie la Facultatea de Științe a Universității din București, secția de Matematici unde studiază cu profesorii mai sus amintiți.
La 17 iunie 1903 obține licența în Matematici, după care intră ca profesor suplinitor la Institutul Pompilian și se pregătește pentru specializare.
În 1905 pleacă la Paris ca să studieze, cu o bursă modestă din partea filantropului Vasile Adamachi și în 1908 susține, la Sorbona, teza de doctorat cu titlul Sur l’equation de Volterra. Aceasta lucrare va fi considerată prima contribuție de seamă în domeniul ecuațiilor integrale și îi va aduce stima marelui matematician Vito Volterra. 
Tot la Paris obține și diploma de inginer la Școala Superioară de Electricitate.
Este o personalitate marcantă din istoria AGIR.
A militat pentru înființarea Școlii Politehnice din Timișoara al cărei prim rector (sau director) a fost în 1920.
A fost, de asemenea, deputat de Caransebeș și a redactat un raport asupra bugetului statului pentru anul 1925, în timpul Guvernului Brătianu. S-a ocupat în special de teoria ecuațiilor integrale și de aplicarea lor în rezolvarea unor probleme din teoria ecuațiilor diferențiale, aducând contribuții însemnate în acest domeniu.
A publicat în 1911 cel dintâi tratat din lume asupra ecuațiilor integrale, intitulat Introducere la teoria ecuațiunilor integrale.
A murit la 15 iunie 1929 la București. Din anul 1990 devine membru post-mortem al Academiei Române.
Printre prietenii săi apropiați s-au numărat pictorul Nicolae Tonitza, sculptorul Corneliu Medrea (care i-a sculptat bustul amplasat la intrarea în Politehnica din Timișoara) și pictorul Corneliu Baba pe care l-a găzduit  pe când era student la Belle Arte și în talentul căruia a crezut, oferindu-i acestuia o odaie cu fața la răsărit, ca să aibă lumină când picta.

## Rector al Școlii Politehnice
În calitate de rector, prima sa grijă a fost să găsească cadrele didactice corespunzătoare. Traian Lalescu le-a oferit studenților, la acel moment, următoarele servicii:
- în septembrie 1921, timp de un an, cursul de Organe și mașini, care a fost predat de profesorul universitar arhitect George Varisse de la Școala Politehnică din Paris;
- a inițiat un ciclu de conferințe publice, care ajuta la formarea intelectuală a studenților;
- a înființat un cerc al studenților după modelul celor existente la marile universități europene;
- încă din primul an a înființat două laboratoare: de chimie și de fizică;
- a organizat o serie de biblioteci școlare.

În calitate de profesor, Traian Lalescu s-a implicat profund, a predat un număr impresionant de cursuri cu un conținut extrem de variat, acest lucru fiind posibil datorită călătoriilor avute în Franța și Germania, unde și-a aprofundat studiile și tehnicile de predare.
Traian Lalescu a purtat toată viața amprenta mediului atât de variat în care s-a format datorită peregrinărilor din copilărie pe care le-a făcut împreună cu familia: a fost temeinic ca bănățeanul, serios ca ardeleanul, iubitor de frumos ca moldoveanul și cu spiritul sprințar ca bucureșteanul.

## Șirul Traian Lalescu
{\displaystyle L_{n}={\sqrt[{n+1}]{(n+1)!}}-{\sqrt[{n}]{n!}}}
{\displaystyle \lim _{n\to \infty }L_{n}={\frac {1}{e}}}

## Lucrări de referință
- Introducere la teoria ecuațiilor integrale" - (1911)
- Le problème ethnographique du Banat - (1919)
- Calculul algebric - (1924)
- Polinoame. Fracțiuni raționale
- Tratat de geometrie analitică - (1925)
- Aplicații geometrice ale calculului infinitezimal - 1927